# Wolfgang Engelmann (Politiker)
Wolfgang Engelmann (* 27. Juni 1942 in Neuwürschnitz, Landkreis Stollberg; † 12. November 2020) war ein deutscher Politiker (CDU).

## Leben
Nach der Mittleren Reife 1958 und einer Lehre als Werkzeugmacher bis 1961 war Engelmann von 1963 bis 1965 als Grubenschlosser in der SDAG Wismut tätig. Dabei absolvierte er eine Erwachsenenqualifizierung zum Hauer unter Tage, war danach als solcher fünf Jahre tätig und machte 1969 seinen Abschluss als Steiger. Anschließend studierte er bis 1974 Ingenieurökonomie.
Später wurde Engelmann Kreisgeschäftsführer des Kreisverbandes Stollberg der CDU, der er 1962 beitrat. Dort war er ab 1979 Ortsgruppenvorsitzender, nachdem er bereits seit 1965 Mitglied des Kreisvorstandes war. 1966 wurde er Gemeindevertreter und Ratsmitglied in seiner Heimatgemeinde, ab 1985 war er Mitglied des Kreistages Stollberg. Bei den Bundestagswahlen 1990 und 1994 gewann Engelmann das Direktmandat im Bundestagswahlkreis Annaberg – Stollberg – Zschopau und war so acht Jahre lang Mitglied des Deutschen Bundestages.
Engelmann war Gründungsmitglied des Kreises zur Förderung des Bergbaumuseums e. V. in Oelsnitz/Erzgebirge.